# Prairial

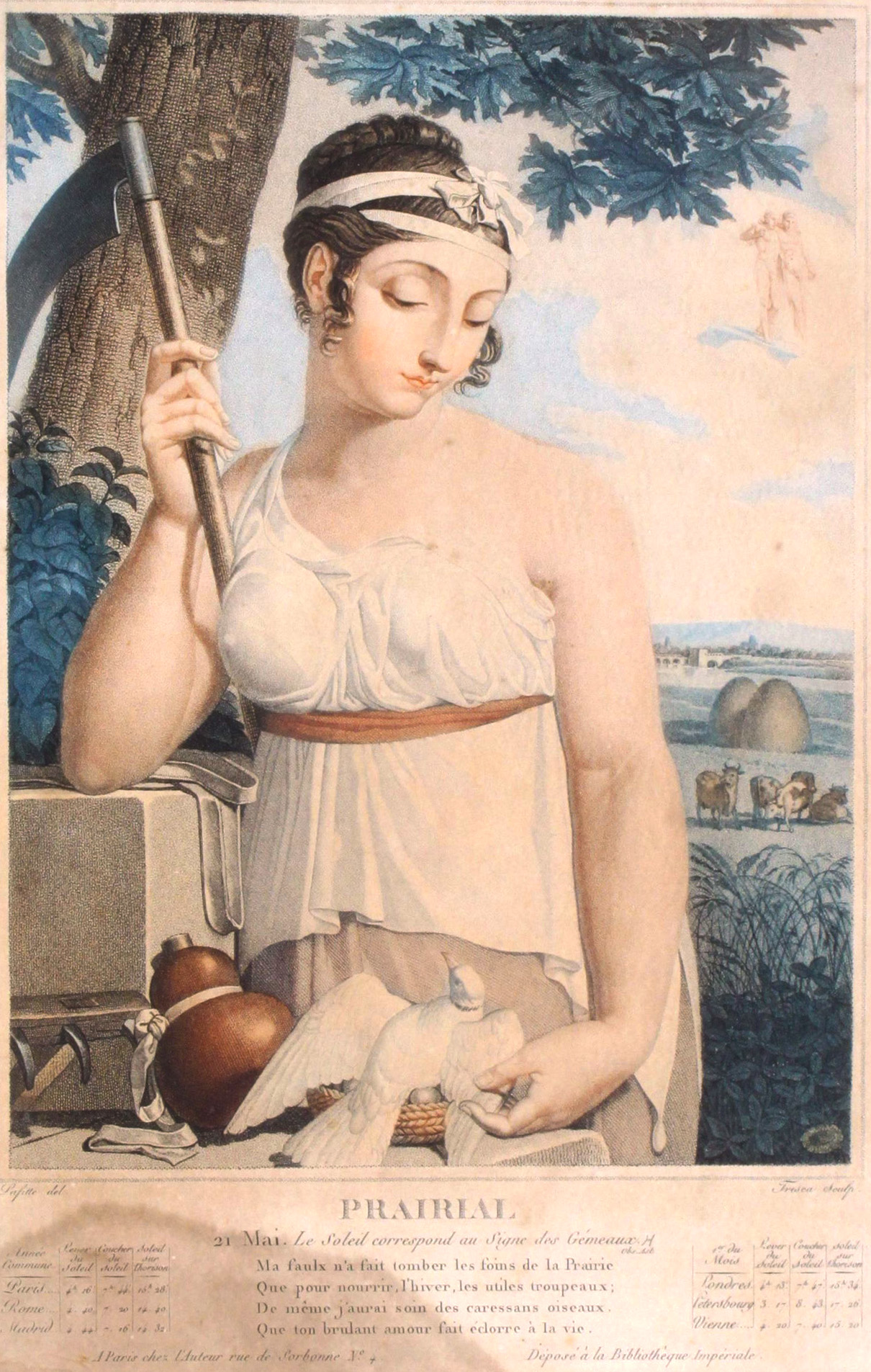
Allegorie des Prairial.

Der Prairial (deutsch auch Wiesenmonat) ist der neunte Monat des republikanischen Kalenders der Französischen Revolution. Er folgt auf den Floréal, ihm folgt der Messidor.
Der Name ist von französisch prairie (Wiese) abgeleitet. Der Prairial ist der dritte Monat des Frühlingsquartals (mois de printemps). Er beginnt etwa am 20. Mai und endet etwa am 18. Juni.

## Tagesnamen
Wie alle Monate des Französischen Revolutionskalenders hatte der Prairial 30 Tage, die in 3 Dekaden eingeteilt wurden. Die Tage waren nach landwirtschaftlichen Pflanzen benannt, mit Ausnahme des 5. und 10. Tages jeder Dekade. Der 5. Tag (Quintidi) wurde nach einem Haustier benannt, der 10. Tag (Decadi) nach einem landwirtschaftlichen Gerät.
Auffällig ist, dass Fabre d’Églantine – wie auch an anderer Stelle – als Tagesnamen das männliche und das weibliche Tier (hier die Ente) durchsetzen wollte, und damit nicht durchgekommen ist. Das weibliche Wort «cane» wurde verworfen. Anders als im Deutschen ist das männliche Wort «canard» im Französischen gleichzeitig die neutrale Artbezeichnung.
| Tagesnamen für den Prairial | Tagesnamen für den Prairial | Tagesnamen für den Prairial  | Tagesnamen für den Prairial | Tagesnamen für den Prairial  | Tagesnamen für den Prairial | Tagesnamen für den Prairial |
| | 1re Décade                  | 1re Décade                   | 2e Décade                   | 2e Décade                    | 3e Décade                   | 3e Décade                   |
| --- | --------------------------- | ---------------------------- | --------------------------- | ---------------------------- | --------------------------- | --------------------------- |
| Primidi | 1.                          | Luserne Luzerne (Luzerne)    | 11.                         | Fraise (Erdbeere)            | 21.                         | Barbeau (Kornblume)         |
| Duodi | 2.                          | Hémérocalle (Taglilie)       | 12.                         | Bétoine (Betonie)            | 22.                         | Camomille (Kamille)         |
| Tridi | 3.                          | Trèfle (Klee)                | 13.                         | Pois (Erbse)                 | 23.                         | Chèvrefeuille (Geißblatt)   |
| Quartidi | 4.                          | Angélique (Engelwurz)        | 14.                         | Acacia (Akazien)             | 24.                         | Caille lait (Labkraut)      |
| Quintidi | 5.                          | Canard (Ente) Canard (Erpel) | 15.                         | Caille (Wachtel) Cane (Ente) | 25.                         | Tanche (Schleie)            |
| Sextidi | 6.                          | Mélisse (Melisse)            | 16.                         | Œillet (Nelke)               | 26.                         | Jasmin (Jasmin)             |
| Septidi | 7.                          | Fromental (Glatthafer)       | 17.                         | Sureau (Holunder)            | 27.                         | Verveine (Eisenkraut)       |
| Octidi | 8.                          | Martagon (Türkenbund)        | 18.                         | Pavot (Mohn)                 | 28.                         | Thym (Thymian)              |
| Nonidi | 9.                          | Serpolet (Quendel)           | 19.                         | Tilleul (Linde)              | 29.                         | Pivoine (Pfingstrose)       |
| Décadi | 10.                         | Faulx Faux (Sense)           | 20.                         | Fourche (Heugabel)           | 30.                         | Chariot (Wagen)             |
| moderne französische Namen erscheinen kursiv – Vorschläge von Fabre d’Églantine, die nicht akzeptiert wurden, erscheinen in Kleinschrift |                             |                              |                             |                              |                             |                             |

## Umrechnungstafel
| I. | II. | III. | IV. | V. | VI. | VII. |

| Mai | 1793 | 1794 | 1795 | 1796 | 1797 | 1798 | 1799 | Juni |

| I. | II. | III. | IV. | V. | VI. | VII. |

| Mai | 1793 | 1794 | 1795 | 1796 | 1797 | 1798 | 1799 | Juni |

| VIII. | IX. | X. | XI. | XII. | XIII. |

| Mai | 1800 | 1801 | 1802 | 1803 | 1804 | 1805 | Juni |

| VIII. | IX. | X. | XI. | XII. | XIII. |

| Mai | 1800 | 1801 | 1802 | 1803 | 1804 | 1805 | Juni |

## Umrechnungsbeispiel
Zu ermitteln ist der 25. Prairial VIII.
Das Jahr VIII steht in der unteren Tabelle, darunter das gregorianische Jahr 1800. Unter dem 25. (obere Tageszeile) steht der 14. Da dieser nach dem Monatsübergang (31.→1.) liegt, ist der Juni gemeint.
Das gregorianische Datum ist also der 14. Juni 1800.
Siehe auch: Umrechnungstafel zwischen gregorianischem und republikanischem Kalender